# Lennart Lendel
Frans Lennart Lendel, född den 6 juli 1924 i Stockholm, död  den 4 januari 2007 i Frösåkers församling, Uppsala län, var en svensk ämbetsman.
Lendel avlade studentexamen i Stockholm 1945 och juris kandidatexamen vid Stockholms högskola 1952. Han blev tillförordnad taxeringsinspektör vid Överståthållarämbetet 1958, tillförordnad förste taxeringsinspektör där 1960, tillförordnad förste byråsekreterare 1962, assessor 1963, förste taxeringsintendent i Stockholms län 1968 samt länsråd och chef för skatteavdelningen vid länsstyrelsen i Uppsala län 1971. Lendel blev riddare av Nordstjärneorden 1973. Han är gravsatt i Gustaf Vasa kyrkas kolumbarium.